# هوغو كازاريس
هوغو كازاريس (بالإسبانية: Hugo Cázares)‏ مواليد 24 مارس 1978 في ولاية سينالوا، المكسيك، هو ملاكم مكسيكي. حقق بطولة رابطة الملاكمة العالمية وبطولة منظمة الملاكمة العالمية.

## إحصائيات
خاض خلال مسيرته 50 نزالا، فاز في 40 وتعادل في 2 وخسر في 8. فاز بالضربة القاضية في 27 نزالا.

## روابط خارجية
- هوغو كازاريس على موقع بوكس ريك (الإنجليزية) (registration required)